# Supercopa de Alemania 2022
La Supercopa de Alemania 2022, fue la  décima tercera edición del torneo y fue el partido de fútbol anual disputado entre los ganadores de la pasada temporada de la Bundesliga y la DFB-Pokal, tuvo lugar el 30 de julio de 2022.
El encuentro lo disputaron el Bayern de Múnich como campeón de la Bundesliga 2021-22 y el RB Leipzig como campeón de la Copa de Alemania 2021-22. RB Leipzig, los campeones de la DFB-Pokal, fueron los anfitriones en el Red Bull Arena en Leipzig.

## Equipos participantes
| Bayern de Múnich |  | Bandera del Estado Libre de Baviera |  | Campeón de la 1. Bundesliga 2021-22    |
| RB Leipzig       |  | Bandera de Sajonia                  |  | Campeón de la Copa de Alemania 2021-22 |

### Apariciones previas
| Equipo           | Finales disputadas (en negrita indica los finales ganadas)                                    |
| ---------------- | --------------------------------------------------------------------------------------------- |
| RB Leipzig       | Debutante                                                                                     |
| Bayern de Múnich | 15 (1987, 1989, 1990, 1994, 2010, 2012, 2013, 2014, 2015, 2016, 2017, 2018, 2019, 2020, 2021) |

## Partido
El horario corresponde al huso horario de Alemania (Hora central europea): UTC+2 en horario de verano (CEST).
| 30 de julio | RB Leipzig                                       | 3:5 (0:3)                     | Bayern Múnich                                                   | Red Bull Arena, Leipzig                                                         |                                                                                 |
| 20:30       | - Halstenberg 59' - Nkunku 77' (pen.) - Olmo 89' | DFB Reporte Soccerway Reporte | - Musiala 14' - Mané 31' - Pavard 45' - Gnabry 66' - Sané 90+8' | Asistencia: 47 069 espectadores Árbitro(s): Robert Schröder VAR: Benjamin Brand | Asistencia: 47 069 espectadores Árbitro(s): Robert Schröder VAR: Benjamin Brand |

| 1          | Guardameta     | Péter Gulácsi      |       |
| 2          | Defensa        | Mohamed Simakan    | 79'   |
| 4          | Defensa        | Willi Orban        |       |
| 23         | Defensa        | Marcel Halstenberg |       |
| 16         | Centrocampista | Lukas Klostermann  |       |
| 27         | Centrocampista | Konrad Laimer      |       |
| 44         | Centrocampista | Kevin Kampl        | 52'   |
| 39         | Centrocampista | Benjamin Henrichs  |       |
| 17         | Delantero      | Dominik Szoboszlai | 90+1' |
| 10         | Delantero      | Emil Forsberg      | 52'   |
| 18         | Delantero      | Christopher Nkunku |       |
| Entrenador | Entrenador     | Domenico Tedesco   |       |

| 1          | Guardameta     | Manuel Neuer      |     |
| 5          | Defensa        | Benjamin Pavard   | 78' |
| 2          | Defensa        | Dayot Upamecano   | 78' |
| 21         | Defensa        | Lucas Hernández   |     |
| 19         | Defensa        | Alphonso Davies   |     |
| 6          | Centrocampista | Joshua Kimmich    |     |
| 18         | Centrocampista | Marcel Sabitzer   |     |
| 25         | Centrocampista | Thomas Müller     | 68' |
| 42         | Centrocampista | Jamal Musiala     | 60' |
| 7          | Delantero      | Serge Gnabry      | 78' |
| 17         | Delantero      | Sadio Mané        |     |
| Entrenador | Entrenador     | Julian Nagelsmann |     |

| 7  | Centrocampista | Dani Olmo      | 52'   |
| 19 | Delantero      | André Silva    | 52'   |
| 38 | Centrocampista | Hugo Novoa     | 79'   |
| 8  | Centrocampista | Amadou Haidara | 90+1' |

| 11 | Delantero      | Kingsley Coman    | 60' |
| 38 | Centrocampista | Ryan Gravenberch  | 68' |
| 4  | Defensa        | Matthijs de Ligt  | 78' |
| 40 | Defensa        | Noussair Mazraoui | 78' |
| 10 | Delantero      | Leroy Sané        | 78' |

| Anotado         | 59' | Marcel Halstenberg | 1−3 |
| Anotado · Penal | 77' | Christopher Nkunku | 2−4 |
| Anotado         | 89' | Dani Olmo          | 3−4 |

| Anotado | 14'   | Jamal Musiala   | 0−1 |
| Anotado | 31'   | Sadio Mané      | 0−2 |
| Anotado | 45'   | Benjamin Pavard | 0−3 |
| Anotado | 66'   | Serge Gnabry    | 1−4 |
| Anotado | 90+8' | Leroy Sané      | 3−5 |

| Amonestado | 36'   | Mohamed Simakan   |
| Amonestado | 90+2' | Lukas Klostermann |

| Amonestado | 64'   | Joshua Kimmich  |
| Amonestado | 73'   | Lucas Hernández |
| Amonestado | 87'   | Leroy Sané      |
| Amonestado | 90+7' | Manuel Neuer    |

| Árbitro             | Robert Schröder      |
| Árbitros asistentes | Jan Neitzel-Petersen |
| Árbitros asistentes | René Rohde           |
| Cuarto árbitro      | Patrick Ittrich      |
| VAR                 | Benjamin Brand       |
| Adicional VAR       | Thomas Stein         |

| 1          | Guardameta     | Péter Gulácsi      |       |
| 2          | Defensa        | Mohamed Simakan    | 79'   |
| 4          | Defensa        | Willi Orban        |       |
| 23         | Defensa        | Marcel Halstenberg |       |
| 16         | Centrocampista | Lukas Klostermann  |       |
| 27         | Centrocampista | Konrad Laimer      |       |
| 44         | Centrocampista | Kevin Kampl        | 52'   |
| 39         | Centrocampista | Benjamin Henrichs  |       |
| 17         | Delantero      | Dominik Szoboszlai | 90+1' |
| 10         | Delantero      | Emil Forsberg      | 52'   |
| 18         | Delantero      | Christopher Nkunku |       |
| Entrenador | Entrenador     | Domenico Tedesco   |       |

| 1          | Guardameta     | Manuel Neuer      |     |
| 5          | Defensa        | Benjamin Pavard   | 78' |
| 2          | Defensa        | Dayot Upamecano   | 78' |
| 21         | Defensa        | Lucas Hernández   |     |
| 19         | Defensa        | Alphonso Davies   |     |
| 6          | Centrocampista | Joshua Kimmich    |     |
| 18         | Centrocampista | Marcel Sabitzer   |     |
| 25         | Centrocampista | Thomas Müller     | 68' |
| 42         | Centrocampista | Jamal Musiala     | 60' |
| 7          | Delantero      | Serge Gnabry      | 78' |
| 17         | Delantero      | Sadio Mané        |     |
| Entrenador | Entrenador     | Julian Nagelsmann |     |

| 7  | Centrocampista | Dani Olmo      | 52'   |
| 19 | Delantero      | André Silva    | 52'   |
| 38 | Centrocampista | Hugo Novoa     | 79'   |
| 8  | Centrocampista | Amadou Haidara | 90+1' |

| 11 | Delantero      | Kingsley Coman    | 60' |
| 38 | Centrocampista | Ryan Gravenberch  | 68' |
| 4  | Defensa        | Matthijs de Ligt  | 78' |
| 40 | Defensa        | Noussair Mazraoui | 78' |
| 10 | Delantero      | Leroy Sané        | 78' |

| Anotado         | 59' | Marcel Halstenberg | 1−3 |
| Anotado · Penal | 77' | Christopher Nkunku | 2−4 |
| Anotado         | 89' | Dani Olmo          | 3−4 |

| Anotado | 14'   | Jamal Musiala   | 0−1 |
| Anotado | 31'   | Sadio Mané      | 0−2 |
| Anotado | 45'   | Benjamin Pavard | 0−3 |
| Anotado | 66'   | Serge Gnabry    | 1−4 |
| Anotado | 90+8' | Leroy Sané      | 3−5 |

| Amonestado | 36'   | Mohamed Simakan   |
| Amonestado | 90+2' | Lukas Klostermann |

| Amonestado | 64'   | Joshua Kimmich  |
| Amonestado | 73'   | Lucas Hernández |
| Amonestado | 87'   | Leroy Sané      |
| Amonestado | 90+7' | Manuel Neuer    |

| Árbitro             | Robert Schröder      |
| Árbitros asistentes | Jan Neitzel-Petersen |
| Árbitros asistentes | René Rohde           |
| Cuarto árbitro      | Patrick Ittrich      |
| VAR                 | Benjamin Brand       |
| Adicional VAR       | Thomas Stein         |

| \| Estadísticas \| RB Leipzig \| Bayern Múnich \| \| ---------------------- \| ---------- \| ------------- \| \| Tiros \| 9 \| 12 \| \| Tiros al arco \| 4 \| 8 \| \| Faltas \| 14 \| 12 \| \| Penales \| 1 \| 0 \| \| Tiros de esquina \| 6 \| 4 \| \| Fueras de juego \| 5 \| 7 \| \| Tarjetas amarillas \| 2 \| 4 \| \| Tarjetas rojas \| 0 \| 0 \| \| Posesión \| 41% \| 59% \| \| Pases \| 393 \| 557 \| \| Precisión de los pases \| 74% \| 86% \| | Alineación inicial |               |
| Estadísticas | RB Leipzig         | Bayern Múnich |
| Tiros | 9                  | 12            |
| Tiros al arco | 4                  | 8             |
| Faltas | 14                 | 12            |
| Penales | 1                  | 0             |
| Tiros de esquina | 6                  | 4             |
| Fueras de juego | 5                  | 7             |
| Tarjetas amarillas | 2                  | 4             |
| Tarjetas rojas | 0                  | 0             |
| Posesión | 41%                | 59%           |
| Pases | 393                | 557           |
| Precisión de los pases | 74%                | 86%           |

|                                     |
| Bandera del Estado Libre de Baviera |
| Campeón Bayern Múnich 10.º título   |